# Nuevo periodismo
El nuevo periodismo es un movimiento periodístico que surgió en Estados Unidos en la década de 1960. Se caracteriza por la incorporación de técnicas narrativas propias de la literatura de ficción y de otras corrientes que, hasta entonces, no eran empleadas en el periodismo tradicional. Su desarrollo implicó una transformación en la forma de narrar reportajes, crónicas y entrevistas, combinando elementos narrativos con el tratamiento informativo de los hechos.

## Precursores y usos alternativos del término
A lo largo de la historia del periodismo estadounidense, varias personas y tendencias han sido etiquetadas como «nuevo periodismo». Por ejemplo, Robert E. Park, en Natural History of the Newspaper, se refirió al surgimiento de la prensa sensacionalista en la década de 1830 como «nuevo periodismo».  Del mismo modo, la aparición de la prensa amarilla —periódicos como New York World de Joseph Pulitzer en la década de 1880— llevó a periodistas e historiadores a proclamar que se había creado un «nuevo periodismo».  Ault y Emery, por ejemplo, dijeron que «la industrialización y urbanización cambiaron el rostro de América durante la segunda mitad del siglo XIX, y sus periódicos entraron en una era conocida como la del 'nuevo periodismo'». John Hohenberg, en The Professional Journalist (1960), llamó al periodismo interpretativo que se desarrolló después de la Segunda Guerra Mundial un «nuevo periodismo que no solo busca explicar y también informar; incluso se atreve a enseñar, medir y evaluar».
Durante las décadas de 1960 y 1970, el término gozó de una gran popularidad, a menudo con significados que claramente no guardaban relación entre sí. Aunque James E. Murphy señaló que «...la mayoría de los usos del término parecen referirse a algo no más específico que vagas nuevas direcciones en el periodismo», Curtis D. MacDougal dedicó el prefacio de la sexta edición de su Interpretative Reporting al nuevo periodismo y catalogó muchas de las definiciones contemporáneas: «Activista, de advocacy, participativo, tal como lo ves, sensibilidad, investigativo, saturación, humanista, reformista y algunas más».
The Magic Writing Machine—Student Probes of the New Journalism, una colección editada e introducida por Everette E. Dennis, presentó seis categorías, denominadas como nuevo no ficción (reportaje), periodismo alternativo («muck-raking moderno»), periodismo de advocacy, periodismo underground y periodismo de precisión. The New Journalism de Michael Johnson aborda tres fenómenos: la prensa underground, los artistas de la no ficción, y los cambios en los medios establecidos.

### Primer uso

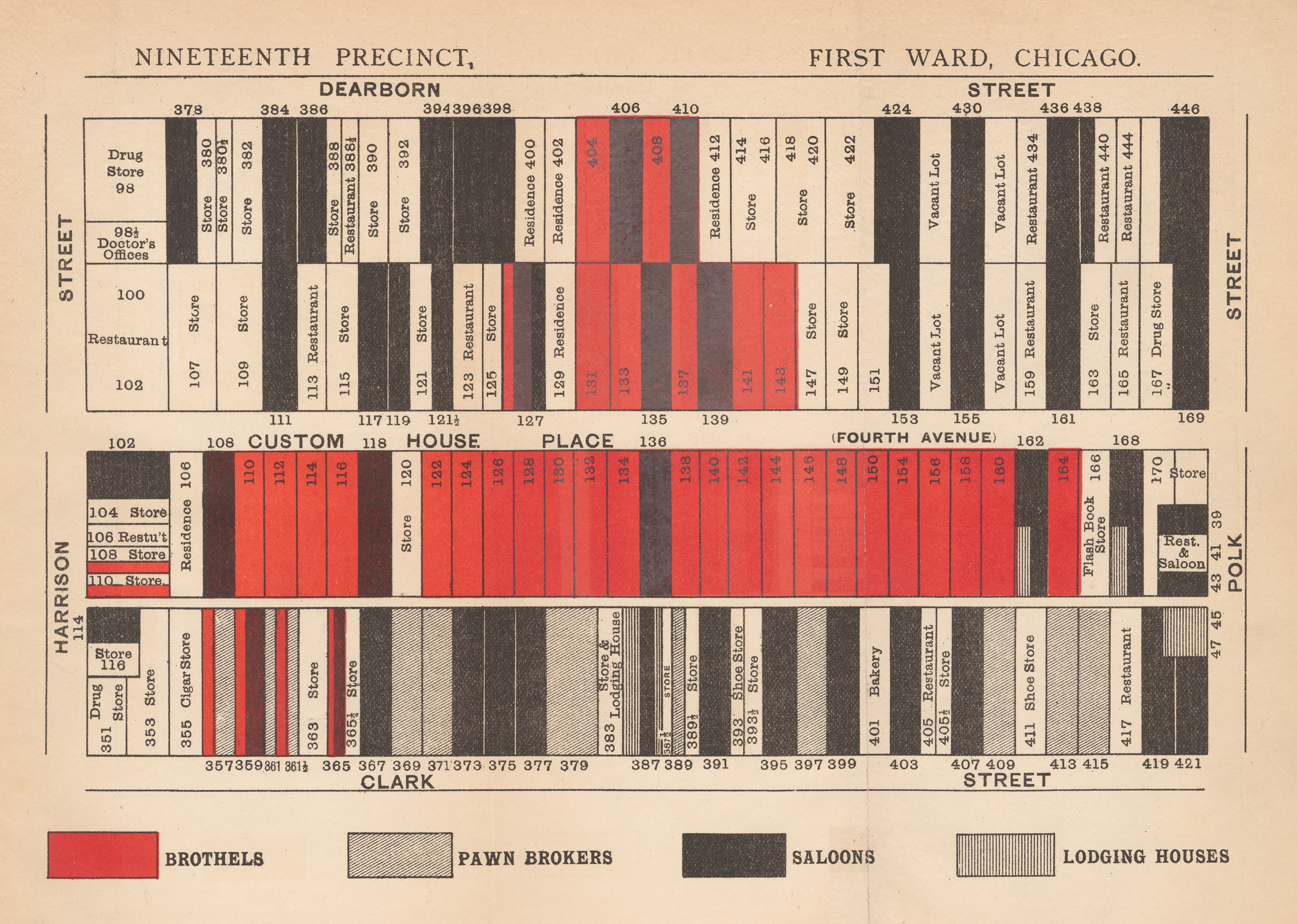
Un mapa polémico de W. T. Stead, reformador social y periodista de la revista New Journalism de las décadas de 1880 y 1890.

Se le atribuye a Matthew Arnold la invención del término «nuevo periodismo» en 1887, lo que terminó por definir todo un género dentro de la historia de los periódicos, especialmente el imperio de la prensa de principios de siglo de Alfred Harmsworth (lord Northcliffe). Sin embargo, en ese momento, el objetivo de la irritación de Arnold no era Northcliffe, sino el periodismo sensacionalista del editor de Pall Mall Gazette, W. T. Stead. Arnold desaprobaba rotundamente el estilo de muck-raking de Stead, y declaró que, bajo la dirección de este editor, «el P.M.G., cualquiera que sean sus méritos, está dejando rápidamente de ser literatura».  El mismo Stead llamó a su estilo de periodismo «Gobierno a través del periodismo (Government by Journalism)».

### Desarrollo temprano, década de 1960

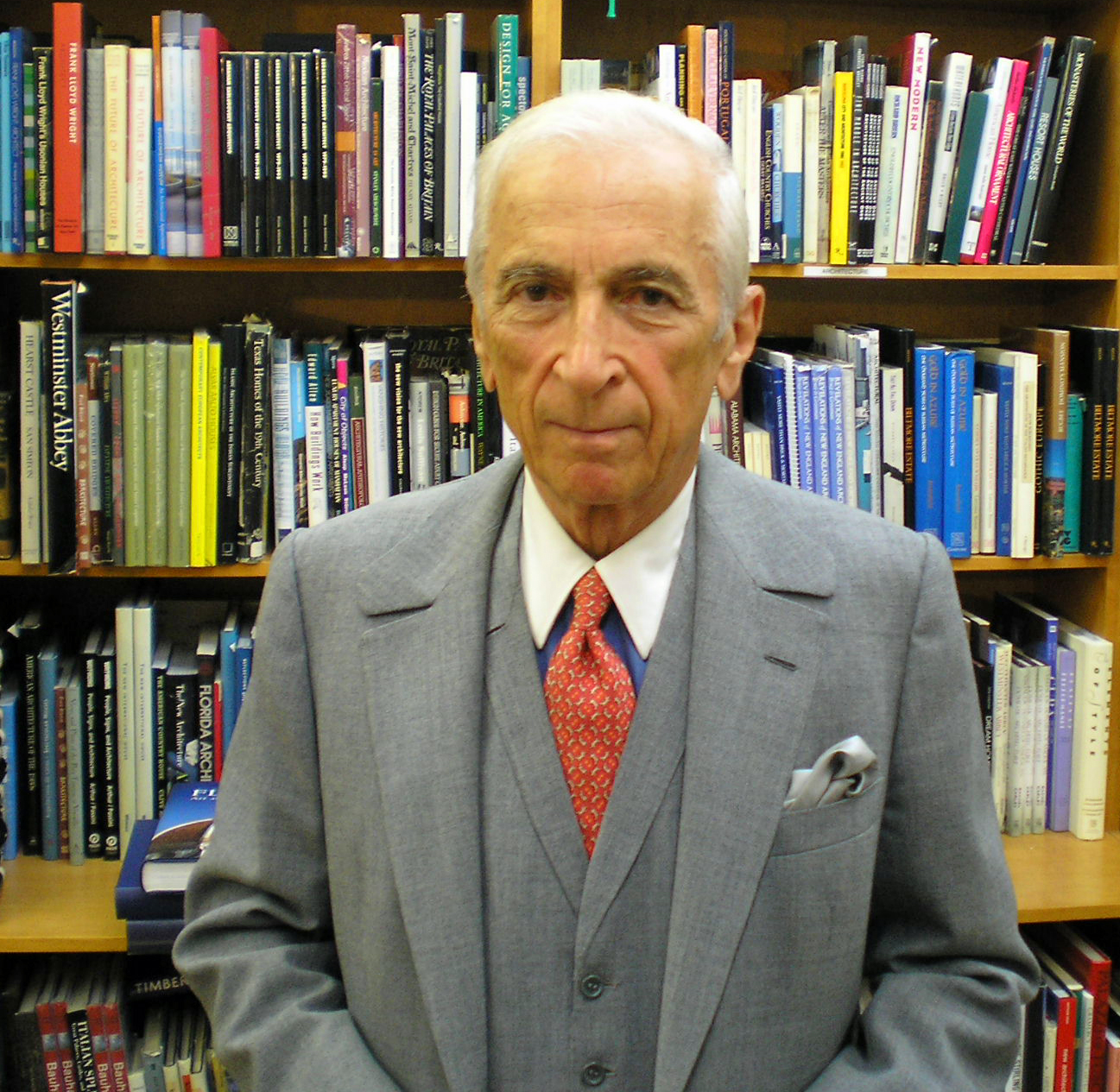
Gay Talese es uno de los pioneros del nuevo periodismo.

Cómo y cuándo el término «nuevo periodismo» comenzó a referirse a un género no está claro. Tom Wolfe, un practicante y principal defensor de la forma, escribió en al menos dos artículos en 1972 que no tenía idea de dónde había comenzado. Tratando de arrojar luz sobre el asunto, el crítico literario Seymour Krim ofreció su explicación en 1973.

«Estoy seguro de que [Pete] Hamill fue el primero en usar la expresión. En aproximadamente abril de 1965 me llamó a la revista Nugget, donde yo era director editorial, y me dijo que quería escribir un artículo sobre el nuevo periodismo. Iba a tratar sobre las cosas emocionantes que estaban haciendo en el antiguo género de reportaje Talese, Wolfe y Jimmy Breslin. Nunca escribió la pieza, que yo sepa, pero comencé a usar la expresión en conversaciones y escritos. Se adoptó y se quedó.»

A pesar de la incertidumbre sobre el término en sí, hay evidencia de experimentación literaria a principios de la década de 1960. Norman Mailer escribió su ensayo político temprano Superman Comes to the Supermarket sobre la nominación de John F. Kennedy en 1960 (en la Convención Nacional Demócrata). La pieza estableció un precedente sobre el cual Mailer construiría más tarde en su cobertura de la convención de 1968 (Miami and the Siege of Chicago) y en otros trabajos de no ficción.
Wolfe escribió que su primer contacto con un nuevo estilo de reportaje llegó con un artículo de 1962 en Esquire sobre Joe Louis por Gay Talese. «Joe Louis at Fifty no era en absoluto como un artículo de revista. Era como un cuento corto. Comenzaba con una escena, un enfrentamiento íntimo entre Louis y su tercera esposa...» Wolfe dijo que Talese fue el primero en aplicar técnicas de ficción al reportaje. Esquire se atribuyó el crédito como el pionero de estas nuevas técnicas. El editor de Esquire, Harold Hayes, escribió más tarde que «en los años 60, los eventos parecían moverse demasiado rápido para que el proceso osmótico del arte pudiera mantenerse al día, y cuando encontrábamos a un buen novelista, inmediatamente buscábamos seducirlo con los dulces misterios de los eventos actuales.» Pronto otros, especialmente New York, siguieron el ejemplo de Esquire, y el estilo eventualmente llegó a otras revistas y luego a los libros.
Rara vez se mencionan, quizás porque son algo menos contraculturales en tono, como ejemplos tempranos y eminentes de la nueva forma: Eichmann en Jerusalén de Hannah Arendt, Hiroshima de John Hersey y Primavera silenciosa de Rachel Carson; artículos que introdujeron respectivamente el Holocausto, la guerra nuclear y la amenaza existencial de la extinción masiva en la conciencia pública por primera vez para la mayoría de sus lectores contemporáneos.

## Escritores y editores
Existe poca concordancia sobre qué escritores pueden ser categorizados de manera definitiva como «nuevo-periodistas». En The New Journalism: A Critical Perspective, Murphy escribe que el nuevo periodismo «implica un grupo más o menos bien definido de escritores», quienes son «únicos estilísticamente» pero comparten «elementos formales comunes». Entre los más prominentes nuevo-periodistas, Murphy enumera a: Jimmy Breslin, Truman Capote, Joan Didion, David Halberstam, Pete Hamill, Larry L. King, Norman Mailer, Joe McGinniss, Rex Reed, Mike Royko, John Sack, Dick Schaap, Terry Southern, Gail Sheehy, Gay Talese, Hunter S. Thompson, Dan Wakefield y Tom Wolfe. En The New Journalism, los editores E. W. Johnson y Tom Wolfe incluyen a George Plimpton por Paper Lion, al escritor de Life James Mills y a Robert Christgau, entre otros, en el grupo. Sin embargo, Christgau declaró en una entrevista de 2001 que no se considera un nuevo-periodista.

## Contexto en que surgió
La ligereza y la brevedad de los textos periodísticos estadounidenses, donde primaba la regla de la pirámide invertida, sirvieron de detonante para nuevos escritores que veían una oportunidad de cambiar el estigma del paradigma de Harold Lasswell, donde el qué, quién, cómo, cuándo y por qué, encabezaban los principales diarios de ese país. Sin embargo, los nuevos estudiosos del oficio vieron una oportunidad de trabajo en ese estándar vacío que estaba brindando información escueta y superficial de los hechos y que en muchos casos pasaban inadvertidos por la falta de profundidad y seriedad impuesta desde sus redactores. 

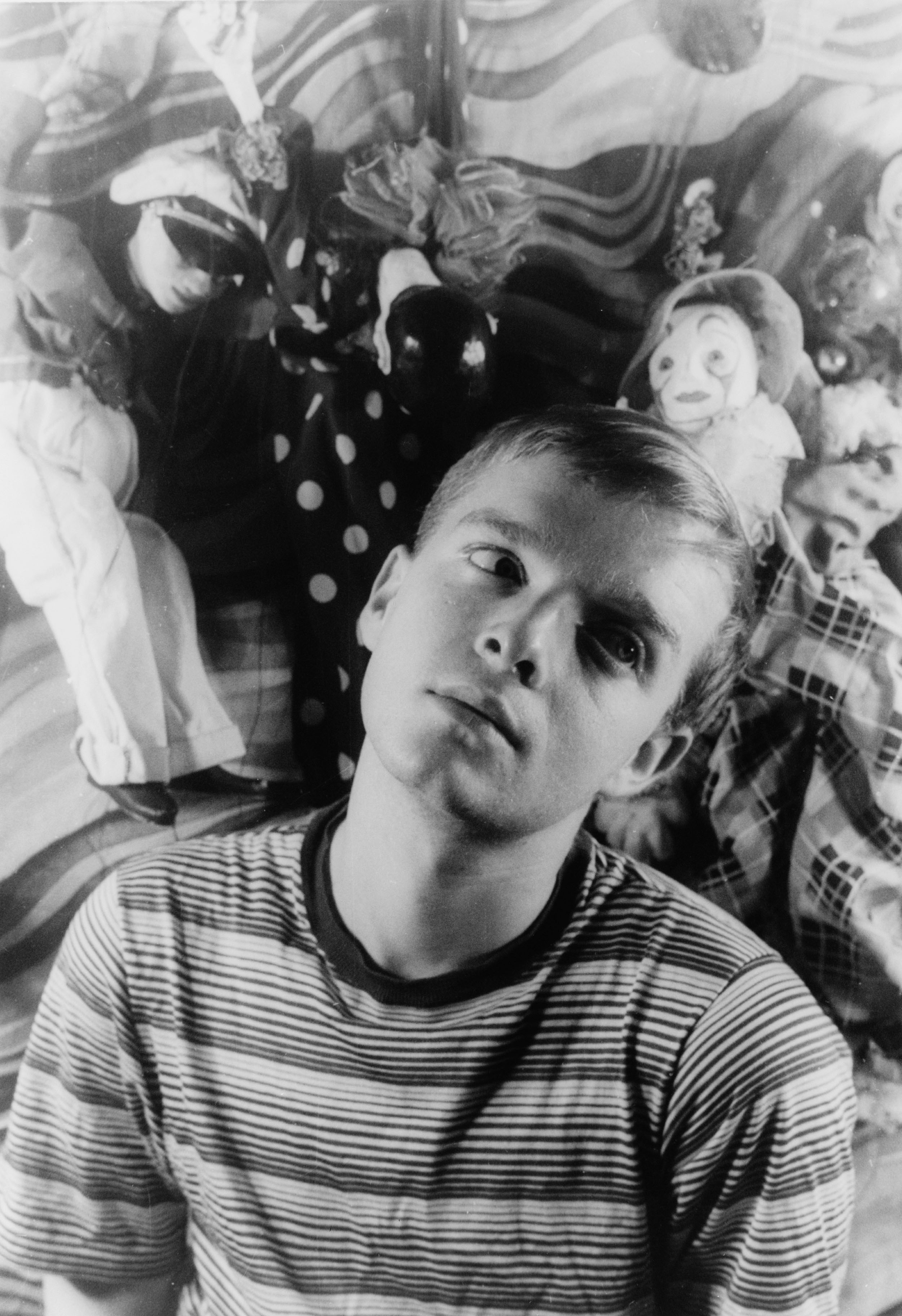
Truman Capote.

Es así como jóvenes escritores enfocaron la finalidad de este nuevo periodismo en la de contar historias que respondan a hechos reales que aparenten ser ficcionales, para que el espectador pueda recrear de manera más amena las circunstancias que lo convirtieron en noticia, teniendo en cuenta un hilo conductor, un lenguaje literario cuyo asidero esté en el uso de adjetivos y figuras literarias y, en la eficacia de un diálogo que deje entrever el carácter y las emociones de los personajes. 
Durante mucho tiempo las dos profesiones trabajaban separadas, sin darse cuenta de que si bien eran diferentes en su forma, apuntan a la misma finalidad, razón por la cual tanto periodistas como literatos, empleaban sus herramientas con su estilo claro y bastante definido.

## Antecedentes en la literatura
El boom literario latinoamericano proporcionó una plataforma clave para el desarrollo del nuevo periodismo, permitiendo que esta forma de narración periodística se consolidara, diferenciándose del periodismo convencional. Escritores de diversos países latinoamericanos comenzaron a incorporar elementos literarios en sus crónicas y reportajes, lo que les permitió conectar de manera más directa con los lectores a través de relatos cotidianos y fascinantes. Ejemplos de autores que adoptaron esta narrativa incluyen a Mario Vargas Llosa de Perú, Tomás Eloy Martínez de Argentina, Alma Guillermoprieto y Octavio Paz de México, Gabriel García Márquez, Juan José Hoyos y Alberto Salcedo Ramos de Colombia, y Miguel Otero Silva, José Ignacio Cabrujas, Mariahé Pabón y Ben Amí Fihman de Venezuela, entre otros. Estos escritores supieron utilizar géneros como la crónica, el reportaje, el perfil y la entrevista para contar historias complejas de manera accesible y envolvente.
En paralelo, la obra Operación Masacre de Rodolfo Walsh, publicada en 1957, representa un antecedente del nuevo periodismo. En este texto, Walsh aborda el terrorismo de Estado en Argentina, combinando la investigación periodística con un estilo literario propio que logra una narración detallada y crítica de los hechos.
En su forma más reconocida, sin embargo, nació en Estados Unidos, con la obra A sangre fría de Truman Capote, una novela de no ficción que combina elementos literarios con la investigación periodística, y se considera uno de los primeros ejemplos de la integración de ambos enfoques. Gay Talese también desempeñó un papel fundamental al aplicar técnicas narrativas literarias al periodismo.

## Controversias
La utilización de la crónica como herramienta de ficción no es un fenómeno nuevo, sino que tiene una larga tradición. Hace más de 2500 años, Heródoto ya incorporaba elementos narrativos en sus crónicas de viaje, consideradas algunas de las mejores en su género, aunque él es principalmente reconocido como el «padre de la Historia» y como literato, no como periodista.
En este contexto, el escritor argentino Martín Caparrós aborda la relación entre la literatura y el periodismo. Según Caparrós, la literatura es un conjunto amplio que abarca diversas formas de expresión, incluyendo el periodismo. De acuerdo con esta visión, tanto la ficción como el periodismo comparten el uso de estructuras narrativas similares, y ambas buscan generar en el lector la sensación de que los hechos relatados podrían haber sido extraídos de un relato ficticio. En este sentido, Caparrós sugiere que el periodismo puede «robarle a la ficción lo que se pueda» para mejorar la calidad y el impacto de la narrativa periodística.

## Características
Uno de sus principales rasgos es el uso de recursos estilísticos como diálogos extensos, descripciones detalladas y caracterización de personajes. A diferencia del periodismo convencional, en el que el periodista adopta una posición neutral, en el Nuevo Periodismo este asume un rol más visible en el relato, aportando su propia perspectiva sin abandonar la verificación de los hechos.
En términos metodológicos, el movimiento enfatiza la investigación en profundidad y la observación directa. Mark Kramer, en el prólogo de Literary Journalism, plantea que la etapa de investigación, denominada «reportería», no busca que el periodista se involucre personalmente con sus fuentes, sino que logre comprender sus experiencias y perspectivas. Según Kramer, el objetivo es presentar un relato que resulte verosímil para los involucrados, sin que necesariamente refleje su punto de vista subjetivo. Para ejemplificarlo, menciona su experiencia observando cirujanos, donde con el tiempo adquirió la capacidad de diferenciar situaciones rutinarias de aquellas que generaban preocupación entre los médicos.
Otros aspectos incorporados en esta corriente incluyen el uso de la primera persona, que algunos autores justifican argumentando que todo texto periodístico implica, en cierto grado, una selección y una interpretación de los hechos. También se destaca la importancia de la observación detallada en el proceso de construcción del relato, diferenciando la mera percepción visual de la interpretación activa de los acontecimientos.